# 20450 Marymohammed
A 20450 Marymohammed (ideiglenes jelöléssel 1999 JJ111) a Naprendszer kisbolygóövében található aszteroida. A LINEAR projekt keretében fedezték fel 1999. május 13-án.